# Micaela Navarro Garzón
Micaela Navarro Garzón   (Andújar, 2 de setembre de 1956) és una política andalusa, presidenta del PSOE entre 2014 i 2016 i vicepresidenta segona del Congrés dels Diputats des de 2016 a 2019.
Ha estat consellera d'Igualtat i Benestar Social de la Junta d'Andalusia (2004-2012), regidora a l'Ajuntament d'Andújar (1991-1996), senadora per la província de Jaén (1996-2000) i diputada Congrés dels Diputats per Jaén (2000-2004).
El 2008, va ser triada parlamentària autonòmica per Jaén, i nomenada per a ocupar la mateixa Conselleria durant la VII Legislatura.
El 2015 va encapçalar la llista del PSOE per Jaén a les eleccions generals, va ser elegida diputada i vicepresidenta del Congrés.